# オメガ (ローグライクゲーム)
オメガ(Omega)はローグライクゲームのひとつ。
NetHack系ともAngband系とも異なる独自のシステムのゲームである。

## 概要
プレイヤーはランパートの街の入口からゲームをスタートする。この街はオメガの世界でもっとも大きな街である。
オメガ世界には他にも村があり、砂漠や平原や森の中に点在している。
街や村では宿屋やファーストフード店、武器店などの設備があって利用できる。銀行、カジノ、失業者給付金センターなど他の村や街にはない特殊な設備のある街や村もあり、これらをうまく利用することがゲームプレイを楽しくすすめるコツである。
ゲーム中にはランパートの街に存在するギルドなどの組織に加わる機会がある。魔術大学、妖術師ギルド、秩序や混沌の神に仕える教団やドルイド教団、傭兵部隊などである。プレイヤーはこれらの団体のひとつもしくは複数に入り装備や能力や呪文を整えていく。いくつかの団体は同時に加入することができず（例えば魔術大学と妖術師ギルドなど）、またキャラクターの属性や能力値によっては団体に加入することができない。
ゲームプレイはゴブリンの洞窟などの世界のさまざまな場所にあるダンジョンを訪れるというクエストを達成することで進行していく。神官と呼ばれる存在がランパートの街のどこか到達しにくい場所にいるので進行を助けてくれる。
このゲームでの「勝利」はいくつかの形をとる。ハイスコアをとったり所属ギルド、教団、大学でのトップとなって名前が記録されることがそれである。「完全勝利」と言われるこのゲームの最終目的はプレイヤーには提示されていない。一応究極の最終目標のようなものはゲームをプレイしていく途中でわかってくるのだが、それを必ずしなければいけないというものでもない。他のローグライクゲームと比較して、高い自由度により別世界で好きなように生きることをシミュレートしているゲームであるとも言える。
他のNetHackやAngbandのようなゲームとは異なり、プレイヤーには職業という概念が存在しておらず武器や呪文の習得の制限という概念もない。ギルドの選択によっては呪文の習得や能力の上昇や回復が他のギルドより楽であったりするなどゲーム中に影響をおよぼす要素があるが、他のゲームとは異なり決定的な違いではない。

## オメガの欠点
オメガはゲームとしてのバランスが欠けていると良く言われる。
実際にプレイしていても、街の門から入って数歩進んだところで宇宙線にあたって即死、などということが起きたことかと思うと銀行のシステム異常で突然大金持ち、などということが普通に起こる。
また、序盤からそうした傾向があるが、中盤以降では裏技的行動によって際限なく金を増やし、さらに力を増やして強くなることもできてしまう。
システム自体もバグが多く、アイテムや呪文の効果時間が切れたあとも耐性や免疫が残ったままになり結果キャラクターが無敵化してしまうというなどという問題もある。
オメガのソースコードは非常に汚いとされており、これがバグや不適当な仕様がうまく修正されない原因であるとするプレイヤーもいる。また、ソースコードの問題からかオメガには他のローグライクゲームの系統のようなバリアントが全く存在しない。

## 配布
オメガはLGPLで配布されている。レベル、モンスターなど追加するファイルはLGPLであるオメガ本体にリンクされる「プログラム」であるとみなされている。
DOS、OS/2、Mac OS、Amiga、Linux版が存在する。
他のいくつかのローグライクゲームにもあるように、グラフィック強化版のオメガも配布されている。グラフィック強化版ではゴブリンを小さな緑色の顔、ゴブリン王を王冠を頂いた小さな緑色の顔というように文字のかわりに一桝分の絵で表示がなされている。元はMac OS版の配布時にMacのUIに馴染むように改造をなされたものであるが、Linux版のソースコードにもバックポートされてgromegaとして配布されている。